# Kato Kenta
Kenta Kato (sinh ngày 19 tháng 6 năm 1987) là một cầu thủ bóng đá người Nhật Bản.

## Sự nghiệp câu lạc bộ
Kenta Kato đã từng chơi cho Roasso Kumamoto.